# 中華民国の国章
中華民国の国章は、1893年に陸皓東が作成した青天白日旗を元にしており、1928年（民国17年）に国民政府が施行した中華民国国徽国旗法によって制定された。

## 構成

### 意匠
青は「明るくまっすぐで気高く偉大な中華民族の性格と志」、白は「正直さ・公正さ・潔白さ」を意味する。太陽の12条の光芒は十二時辰や十二支を表現しており、永遠を象徴するとともに、国民の進取の精神を表している。

### 様式

中華民国国徽国旗法に記載されている制式

中華民国国徽国旗法では、国章について以下のように規定されている。

### 白日の比率
中国国民党の党章は青天白日の意匠を用いており、国章と非常に類似している。党章は白日の光芒が外縁に接しているのに対し、国章の白日はそれよりも小さく、外縁には接しておらず、光芒の先端から外縁までの間には国章の半径の3分の1の距離がある。この差異の理由は、国章が「無限に広がる青空、そして先人たちが国のために払った犠牲」を表現しているのに対し、党章は「太陽のように強烈で消えることのない、先人たちの革命精神」を表現しているためである。
1980年代以前の党国体制時代には、国章と党章はあまり厳密に区別されておらず、軍などの政府機関でもしばしば誤った比率の紋章が使用されていた。
国籍マークの変遷
- P-43。白日が外縁に接している（1943年）
- F-100。白日が外縁に接している（1960年代）
- 野外で展示されているF-100。国章の規定よりも白日が少し大きい。
- フォッカー50。規定通りの国章が使用されている。

中華（チャイニーズタイペイ）オリンピック委員会の会章および会旗は1981年（民国70年）に制定されたが、そこで使用されている青天白日章の規格は国章・党章のいずれとも異なるものとなっている。また、旧空軍旗（1937年から1948年にかけて使用）や中国青年救国団団旗（1952年制定）についても同様のことが言える。
- 空軍国籍マーク
（1927 - 1991）
- 空軍国籍マーク
（1991 - ）
- 中華オリンピック委員会会章
（1981 - ）
- 旧空軍旗（1937 - 1948）
- 中国青年救国団団旗（1952 - ）

### 汪兆銘政権

汪兆銘政権が使用していた国章

日中戦争中に存在した南京国民政府（汪兆銘政権）は、重慶国民政府（蔣介石政権）と区別するため、中国国民党の党章の縁を赤い円で囲ったものを国章として使用していた。

## 歴史

### 北洋政府

十二章国章

1913年（民国2年）から1928年（民国17年）にかけて、北京の北洋政府は十二章国章を国章として使用していた。これは皇帝の礼服である袞衣に使用される12の模様「十二章」を西洋の紋章に落とし込んだものである。
1912年8月、臨時大総統の袁世凱は教育部の周樹人・銭稲孫・許寿裳に共同で国章を制作するよう命じた。銭稲孫が図案のデザインを担当し、周樹人が十二章のそれぞれの解説を記した。国章は8月28日に完成し、翌1913年2月に正式に国章として定められた。

### 国民政府

陸軍軍官学校校旗

1924年（民国13年）、黄埔軍官学校（陸軍軍官学校）の総教官である何応欽は、赤地の中央に青天白日の意匠を描いた円を配した校旗をデザインし、校長の蔣介石によって正式に採用された。
1928年、北伐を終えた国民政府は10月23日に中華民国国徽国旗法を公布し、国旗と国章を正式に制定した。この時、陸軍軍官学校校旗の中央に描かれている青天白日の意匠がそのまま国章として採用された。

## 使用
- 総統府にある孫文の胸像と国章（台北）
- 中正紀念堂の天井（台北）
- 中山陵墓室の天井（南京）
- 孫逸仙博士紀念碑（香港）
- 中華民国旅券の表紙
国章の周囲に「REPUBLIC OF CHINA（中華民国）」の字が環状に小さく記されている

### 国章が使用されているシンボル

#### 軍事
- 統帥旗（中国語版）
（1986 - ）
- 国民政府軍事委員会（中国語版）委員長旗
（1934 - 1946）
- 副総統旗
（1947 - 1985）
- 陸軍軍章
（? - ）
- 海軍軍章
（? - ）
- 海軍陸戦隊隊旗
（1960 - ）
- 空軍軍旗
（1981 - ）
- 憲兵旗
（1986 - ）
- 国防部部旗
（1958 - ）
- 全民防衛動員署後備指揮部（中国語版）部旗
（2002 - ）
- 海洋委員会海巡署署旗
（2000 - ）
- 台湾警備総司令部（中国語版）部旗
（1960 - 1992）
- 警察旗
（2000 - ）
- 消防（中国語版）旗
（1996 - ）
- 国防大学学旗
（2000 - ）
- 三軍大学学旗
（1968 - 2000）
- 陸軍軍官学校校旗
（1924 - ）
- 海軍軍官学校校旗
（1958 - ）
- 空軍軍官学校校旗
（2006 - ）

#### 競技
- 中華オリンピック委員会会旗
（1981 - ）
- 中華パラリンピック委員会（中国語版）会旗
（2004 - ）
- 中華民国大専院校体育総会（中国語版）会旗
- 中華民国バレーボール協会（中国語版）会旗
- サッカーチャイニーズタイペイ代表旗
- 中華民国聴障者体育運動協会会旗
（2019 - ）
- FIRST Robotics Competitionチャイニーズタイペイ代表旗
- 国際技能競技大会チャイニーズタイペイ代表旗

#### 政治団体
- 中国青年救国団団旗
（1952 - ）
- 民国党党旗
（2015 - 2019）

#### 宗教
- 狄剛（嘉義教区司教）の紋章
- 于斌（枢機卿）の紋章